# Пшеничное (Советский район)
Пшеничное (до 1942 года — Вейценфельд; нем. Weizenfeld) — бывшее село в Советском районе Саратовской области, в настоящее время северная (левобережная) часть села Розовое.
Село находилось в степи, в пределах Сыртовой равнины, на левом берегу реки Нахой.

## История
Основано в 1849 году как дочерняя колония Вайценфельд. Официальное русское название — Пшеничное(также была известна как Нахой). По состоянию на 1857 года земельный надел — 2880 десятин (на 67 семей).
В 1862 году образован самостоятельный лютеранский приход Вейценфельд. По сведениям Самарского губернского статистического комитета за 1910 год село имело лютеранскую церковь, школу, кирпичный завод, 4 ветряных мельницы.
С 1921 года — в составе Антоновского района, с 1922 года Тонкошуровского кантона (в 1927 году переименован в Мариентальский кантон) Трудовой коммуны, с 1923 года АССР немцев Поволжья. В голод 1921 года родились 83 человек, умерли — 92. В 1926 году в селе имелись кооперативная лавка, две сельскохозяйственные артели, сельскохозяйственное кооперативное товарищество, начальная школа, детский дом, сельсовет. В 1927 году переименовано село Вайценфельд.
28 августа 1941 года был издан Указ Президиума ВС СССР о переселении немцев, проживающих в районах Поволжья, население было депортировано. Село, как и другие населённые пункты Мариентальского кантона, было включено в состав Саратовской области. Впоследствии переименовано в Пшеничное и включено в состав села Розовое.

## Население
Динамика численности населения по годам:
| 1850 | 1859 | 1883 | 1889 | 1897 | 1905 | 1910 | 1920 | 1922 | 1923 | 1926 | 1931 |
| ---- | ---- | ---- | ---- | ---- | ---- | ---- | ---- | ---- | ---- | ---- | ---- |
| 362  | 497  | 780  | 846  | 918  | 1257 | 1632 | 1219 | 829  | 970  | 969  | 1511 |

В 1931 году немцы составляли 97 % населения села.